# Тактаров, Николай Михайлович
Николай Михайлович Тактаров (род. 5 сентября 1951 года, Зубово-Полянский район, Мордовская АССР) — российский политический деятель, с 3 августа 2018 года по 20 сентября 2019 года — глава города Пензы (председатель Пензенской городской Думы).

## Краткая биография
Николай Михайлович Тактаров родился 5 сентября 1951 года в Мордовской АССР.
В 1974 году окончил Мордовский государственный университет имени Н. П. Огарёва. В 2002 году получил профессию юриста, окончив Пензенский государственный университет.
С сентября 2017 по август 2018 года занимал должность заместителя председателя Пензенской городской Думы, но в связи с уходом в отставку Валерия Савельева был избран главой города Пензы (председателем Пензенской городской Думы), выдвинутый от политической партии Единая Россия. Является беспартийным. Также являлся депутатом городской думы VI созыва.

## Награды
- Медаль ордена «За заслуги перед Отечеством» I степени (2008)
- Медаль ордена «За заслуги перед Отечеством» II степени (28 сентября 2003)[4]